# Кунерад
Кунерад (словац. Kunerad) — село, громада округу Жиліна, Жилінський край, регіон Раєцка Котліна. Кадастрова площа громади — 22,94 км².
Населення 1044 особи (станом на 31 грудня 2017 року).

## Історія
Кунерад згадується 1488 року.

## Географія
Протікають Кунерадський потік і Странський потік.

## Населення
| Рік:            | 1994. | 2004.   | 2014.   | 2024.    |
| --------------- | ----- | ------- | ------- | -------- |
| Кількість осіб: | 882   | 931     | 1010    | 1144     |
| Різниця:        |       | +5,55 % | +8,48 % | +13,26 % |

| Рік:            | 2023. | 2024.   |
| --------------- | ----- | ------- |
| Кількість осіб: | 1105  | 1144    |
| Різниця:        |       | +3,52 % |